# スズキ・エスプレッソ
エスプレッソ（S-プレッソ、S-PRESSO）は、マルチ・スズキ・インディアが製造・販売している小型SUVである。

## 概要
HEARTECTのKプラットフォームを採用。
CNG車では、燃料をCNGとガソリンから選択可能で最高出力56.69馬力・最大トルク82.1 N·mとなる。CNG仕様にあわせてサスペンションは再チューニング。燃費はMT車で32.73 km/kgとなっている。

## 沿革
2019年9月30日、マルチ・スズキ・インディアが「S-PRESSO」を発売した。ハーテクトのKプラットフォームを採用。
2022年7月18日、改良型を発表。新世代のK10C型 1.0L ガソリン「デュアルジェット」エンジンを搭載。新排ガス規制BS6に対応した。
2022年8月19日、インドネシア国際オートショーで「S-PRESSO」を初公開。
2022年10月14日、CNG仕様のS-CNGを発表。
2023年2月16日、インドネシア国際オートショーで再公開。

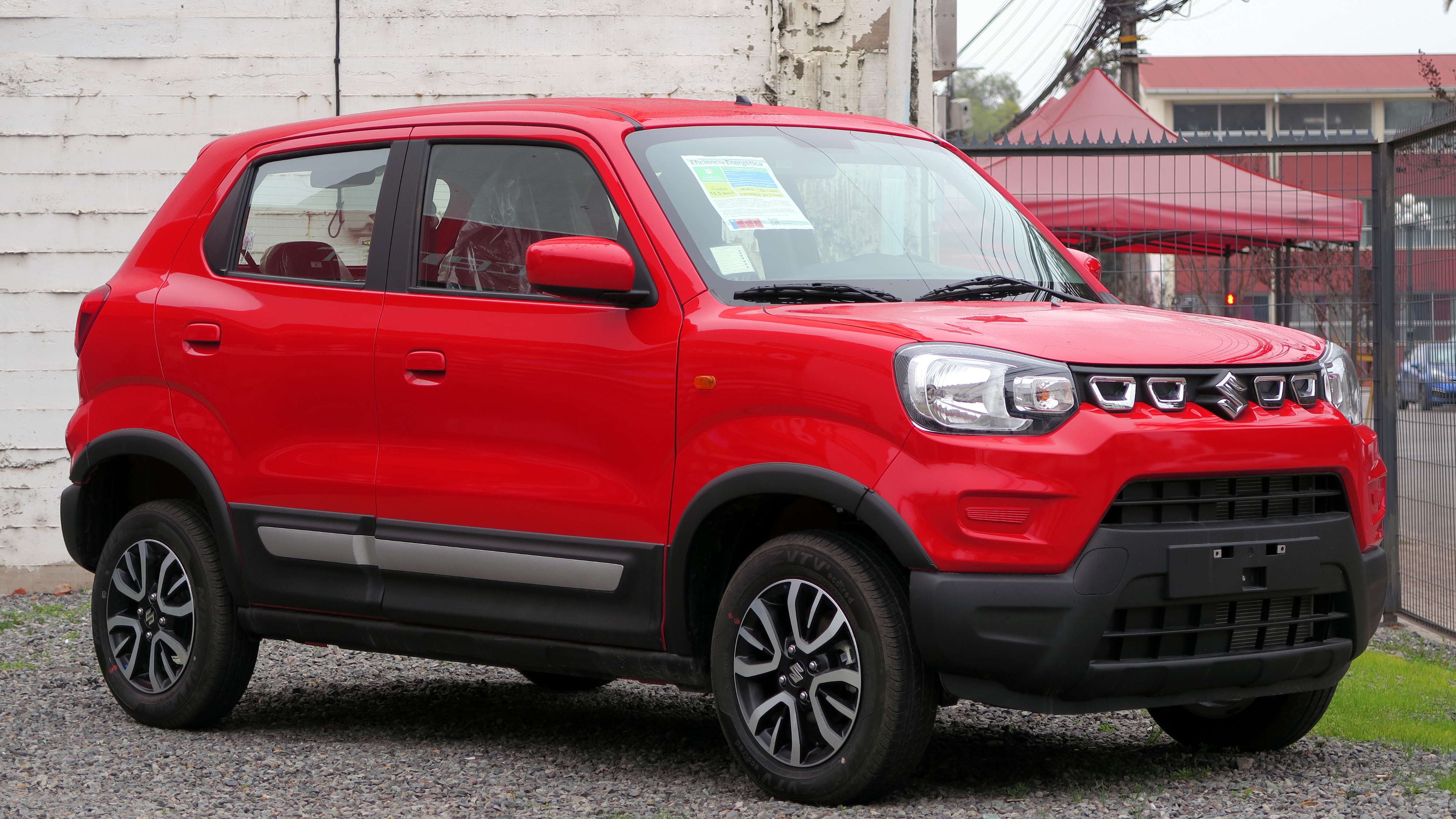
1.0 GLX アドベンチャー
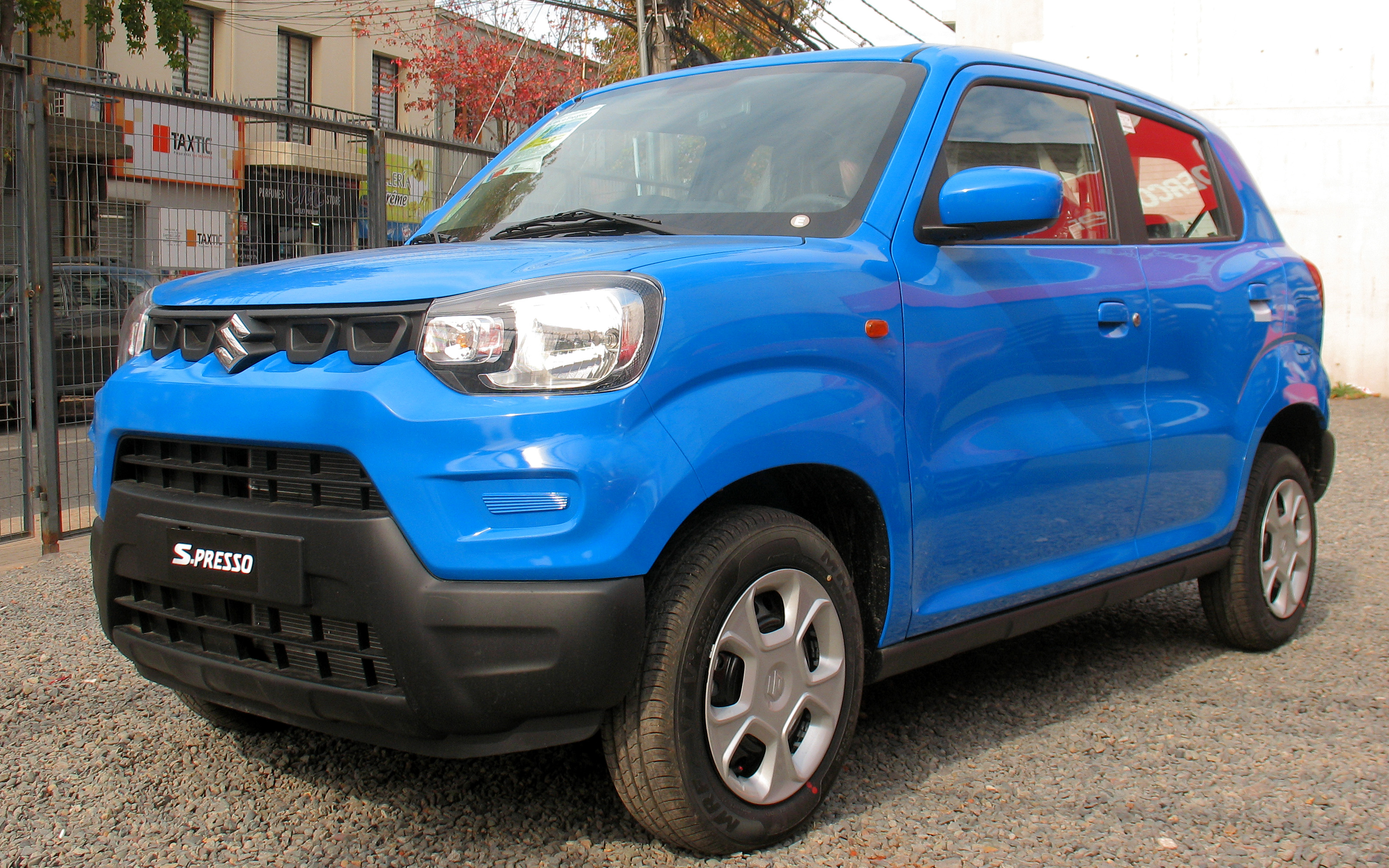
1.0 GLXグレード（フロント）
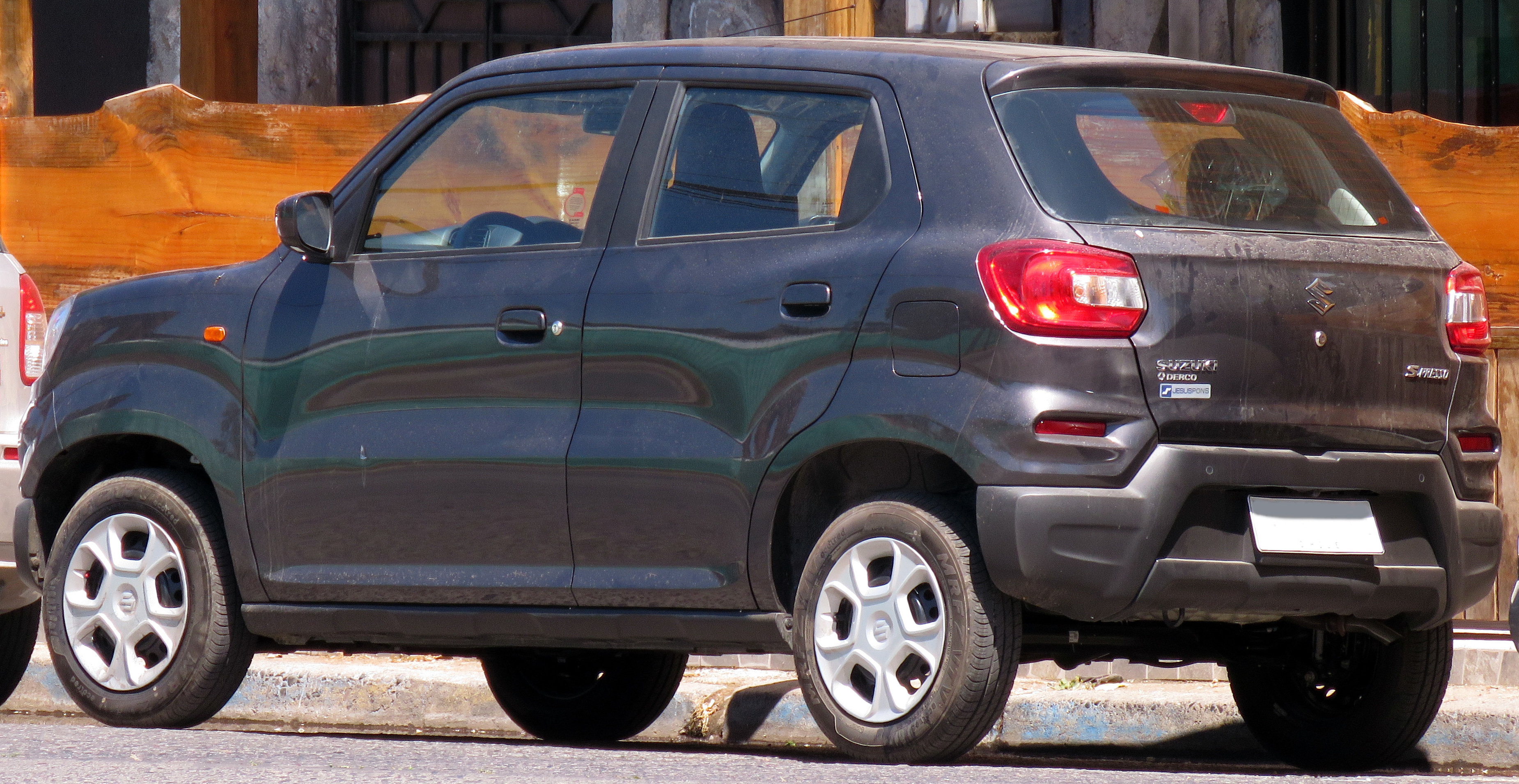
1.0 GLXグレード（リア）